# Poecilasthena leucydra
Poecilasthena leucydra là một loài bướm đêm trong họ Geometridae.